# Mozilla
Mozilla er fri software-fællesskab, som er mest kendt for at have produceret Mozilla Firefox-webbrowseren. Mozillafællesskabet bruger, udvikler, udbreder og støtter Mozillas produkter og arbejder på at gennemføre målene om et Open Web som beskrevet i Mozilla Manifesto. Fællesskabet støttes institutionelt af Mozilla Foundation og dets skattepligtige datterselskab Mozilla Corporation.
Udover Firefox-browseren har Mozilla også produceret Firefox Mobile, Firefox OS operativsystemet til mobiltelefoner, bug-sporingssystemet Bugzilla og en række andre projekter.

## Historie

### Mozilla-browseren
Mozilla var også navnet på en browser, som kom til verden i marts 1998, da firmaet Netscape Communications Corporation besluttede sig for at gøre kildekoden til deres browser frit tilgængelig som open source, og oprettede organisationen Mozilla Foundation til at varetage den fremtidige udvikling. På det tidspunkt havde firmaet Microsoft overtaget næsten hele markedet for browsere ved at integrere/indlejre deres Internet Explorer i styresystemet Windows.
Navnet Mozilla havde hele tiden været brugt som et internt kælenavn for virksomhedens browser Netscape Navigator og var dannet ved en sammentrækning af Mosaic-killer (Mosaic-dræber), da man håbede at Netscape-browseren ville udkonkurrere den daværende mest populære browser, Mosaic. Samtidig giver navnet associationer til filmmonsteret Godzilla.

## Produkter

### Mozilla Firefox
Efter nogle år med forskellige navne kom Mozillas browser i 2004 til at hedde Mozilla Firefox
Mozilla Firefox kan på grund af sine frie tilgængelighed fås til de fleste moderne styresystemer, herunder Windows, Mac OS X. GNU/Linux og andre Unix varianter.

### Mozilla Thunderbird
Ud over en browser omfatter Mozilla også et e-mail- og nyhedsgruppe-program. 
Mozilla-organisationen udvikler desuden sideløbende et selvstændigt e-mail- og nyhedsgruppeprogram med navnet Mozilla Thunderbird.